# Luka (Croazia)
Luka  è un comune della Croazia di 1 419 abitanti della Regione di Zagabria.